# Bakonyjákó
Bakonyjákó is een plaats (község) en gemeente in het Hongaarse comitaat Veszprém. Bakonyjákó telt 690 inwoners (2001).